# Кілер із ножицями
Кілер із ножицями (також відомий як Кілер Сьомий) — китайський мультсеріал. Продовження третього сезону в вигляді фільму було анонсовано в кінці останнього епізоду сезону. Прем'єра четвертого сезону відбулася 18 січня 2023 року. Продовження четвертого сезону у вигляді фільму було анонсовано в кінці останнього епізоду сезону. Тизер-трейлер п'ятого сезону вийшов 25 квітня 2024 року. Манхуа-приквел, Scissor Seven: Black and White Twin Dragons, публікується на Tencent Dongman з 2021 року.

## Сюжет
Незграбний і бідний Севен намагається стати професійним кілером та відкриває перукарню на Курячому острові як прикриття. Через амнезію він спочатку не підозрює, що він уже відомий професійний кілер.

## Персонажі
Севен / У Люці (伍六七, Wǔliùqī)
Озвучує: Хе Сяофен
Головний герой серіалу. Перукар, чия справжня особистість — грізний безіменний вбивця. Але з невідомих причин він втратив пам'ять. Його нове ім'я дав йому Цзі Дайбо, який врятував його, коли Севен втратив пам'ять. Севен 17369-й у списку кілерів, хоч його справжні можливості означають, що він набагато сильніший за його місце в списку. Його справжня особистість перед втратою пам'яті — це один із семи найсильніших прихованих вбивць у королівстві. Попри амнезію, він може керувати своїми ножицями, що дозволяє зробити ножиці такими ж смертоносними, як і його справжній меч. У комі його пам'ять тимчасово відновлюється, сила збільшується вдвічі й він починає говорити кантонською замість китайської. Він має романтичні стосунки з Тринадцять. У кінці другого сезону Севен вирішує повернутися до країни Сюань-У, щоб дізнатись що сталося в його минулому.
Тринадцять (梅花十三, Méihuā shísān)
Озвучує: Дуань Їсюань
Безіменна донька Мечоносця Сливовий Цвіт. У неї напружені стосунки з батьком, бо її матір розлучилась з ним через його одержимість народженням сина. ЇЇ матір убили, а потім найманий убивця (пізніше з'ясовується, що це Зелений Фенікс) захотів помститись за її матір, тому Тринадцять тренується в Зеленого Фенікса. Вона присягається перемогти всіх чоловіків, чи то батька, чи когось іншого. Вона повинна вбити Севена і принести його легендарний меч, але її спроби не вдаються через комічні причини. Попри це Севен — єдиний, хто не зважає на її минуле і ставиться до неї як до нормальної дівчини. Після цього у неї з'являються почуття до Севена. У кінці другого сезону вона дізнається справжню особистість Севена.
Цзі Дайбо (鸡大保, Jī dà bǎo)
Озвучує: Цзянь Ґуантао
Менеджер перукарні Севена і той хто врятував життя Севена два роки тому. Попри те, що він схожий на курку, він насправді дуже сильний, може перетворитися на будь-що, якщо це буде корисно для вбивства. У минулому він переміг Короля Фазанів, який убив його друга. Після цього Дайбо звільнився від життя на фермі й став незалежним.
Цзі Сяофей (鸡小飞, Jī xiǎo fēi)
Озвучує: Чжао Хань
Всиновлений син Дайбо. Змішаний гібрид його батька та голуба, він часто поруч зі своїм батьком.

## Епізоди
| Сезон | Епізоди | Епізоди | Оригінальний показ | Оригінальний показ |
| Сезон | Епізоди | Епізоди | Перший показ       | Останній показ     |
| ----- | ------- | ------- | ------------------ | ------------------ |
| 1     | 14      | 14      | 25 квітня 2018     | 20 червня 2018     |
| 2     | 10      | 10      | 23 жовтня 2019     | 1 січня 2020       |
| 3     | 10      | 10      | 27 січня 2021      | 5 травня 2021      |
| 4     | 10      | 10      | 18 січня 2023      | 15 березня 2023    |
| 5     | 10      | 10      | TBA                | TBA                |

### Сезон 1 (2018)
| № серії (загалом) | № серії (в сезоні) | Назва серії                                        | Режисер(и) | Сценарист(и) | Оригінальна дата показу | Дата релізу на Netflix |
| --- | ------------------ | -------------------------------------------------- | ---------- | ------------ | ----------------------- | ---------------------- |
| 1 | 1                  | «Як розбагатіти» (кит. 杀坏人赚大钱)               | Хе Сяофен  | Хе Сяофен    | 24 квітня 2018          | 10 січня 2020          |
| Без копійки в кишені, Сім прогулює курси для кілерів і для прикриття відкриває перукарню. Перше завдання: відрізати волосся нареченій.                     |                    |                                                    |            |              |                         |                        |
| 2 | 2                  | «Виколоти очі» (кит. 刺瞎你的狗眼)                 | Хе Сяофен  | Хе Сяофен    | 24 квітня 2018          | 10 січня 2020          |
| Киця Няв, бос котів, наймає Сім, щоб знищити давнього супротивника. Але, почувши історію кохання кота й собаки, кілер намагається укласти мир.             |                    |                                                    |            |              |                         |                        |
| 3 | 3                  | «Сім проти Тринадцяти» (кит. 六七VS十三)           | Хе Сяофен  | Хе Сяофен    | 1 травня 2018           | 10 січня 2020          |
| Ножиці проти меча: Сім і Тринадцять вступають у бій. Він не може зрівнятися зі спритною супротивницею, тому перетворюється на плід дуріана.                |                    |                                                    |            |              |                         |                        |
| 4 | 4                  | «Замах на одержимого білизною» (кит. 刺杀内裤男)   | Хе Сяофен  | Хе Сяофен    | 8 травня 2018           | 10 січня 2020          |
| Асоціація Чистоти Острова викликає Сім, щоб вбити колекціонера спідньої білизни, але Сім закликає всіх приймати унікальні особливості одне одного.         |                    |                                                    |            |              |                         |                        |
| 5 | 5                  | «Замах на авторитарну бабусю» (кит. 刺杀最强阿婆)  | Хе Сяофен  | Хе Сяофен    | 15 травня 2018          | 10 січня 2020          |
| Сім приймає форму картонної коробки та вступає в сутичку з настирливою шахраюватою продавчинею фруктів, після того як невдало підстригає її онука.         |                    |                                                    |            |              |                         |                        |
| 6 | 6                  | «Замах на красуню» (кит. 刺杀美少女)               | Хе Сяофен  | Хе Сяофен    | 22 травня 2018          | 10 січня 2020          |
| Наступна ціль, Кола, просить Сім допомогти їй із виконанням передсмертних пустощів з її списку, а замовник приховує від нього таємницю.                    |                    |                                                    |            |              |                         |                        |
| 7 | 7                  | «Замах на капітана Джека» (кит. 刺杀杰克船长)      | Хе Сяофен  | Хе Сяофен    | 29 травня 2018          | 10 січня 2020          |
| Хоч берегова охорона й не має коштів, щоб оплатити його послуги, Сім погоджується вбити капітана підводного човна, що загрожує острову.                    |                    |                                                    |            |              |                         |                        |
| 8 | 8                  | «Охоронець Дацюн» (кит. 保镖大春)                  | Хе Сяофен  | Хе Сяофен    | 5 червня 2018           | 10 січня 2020          |
| Найнятий жінкою для вбивства її чоловіка, Сім стикається з непробивним охоронцем Ге Дацюном, який приносить себе в неймовірну жертву.                      |                    |                                                    |            |              |                         |                        |
| 9 | 9                  | «Криза на острові» (кит. 小岛危机)                 | Хе Сяофен  | Хе Сяофен    | 12 червня 2018          | 10 січня 2020          |
| Щоб завадати Принцу Стену Здобути енерго-камінь і знищити острів, Сім об'єднує сили з місцевими жителями. Проте технології лиходія занадто потужні.        |                    |                                                    |            |              |                         |                        |
| 10 | 10                 | «Кинджал Тисячі Демонів» (кит. 魔刀千刃)           | Хе Сяофен  | Хе Сяофен    | 19 червня 2018          | 10 січня 2020          |
| Тринадцять приходить на допомогу Семи в запеклій сутичці з Принцом Стану. Сім згадує своє минуле, коли він був важливою постаттю і Сюань-У.                |                    |                                                    |            |              |                         |                        |
| OVA—1 | 11                 | «Тринадцять» (кит. 梅花十三)                       | Хе Сяофен  | Хе Сяофен    | 1 серпня 2018           | 10 січня 2020          |
| Минуле Тринадцяти розкривається: вона віддалилася від батька — Мечоноцся Сливовий Цвіт, а після трагічного інциденту приєдналася до світу вбивць.          |                    |                                                    |            |              |                         |                        |
| OVA—2 | 12                 | «Курячий король (Частина 1)» (кит. 鸡中霸王（上）) | Хе Сяофен  | Хе Сяофен    | 8 серпня 2018           | 10 січня 2020          |
| Да Бао розмірковує про Да Фея, який одного разу зійшовся в поєдинку з Королем Фазанів, щоб його син Сяо Фей став бійцівським півнем, а не прикрасою обіду. |                    |                                                    |            |              |                         |                        |
| OVA—3 | 13                 | «Курячий король (Частина 2)» (кит. 鸡中霸王（中）) | Хе Сяофен  | Хе Сяофен    | 15 серпня 2018          | 10 січня 2020          |
| Прагнучи помститися за свого друга, Да Бао кидає виклик Королю Фазанів, але нині йому знадобиться підсилення.                                              |                    |                                                    |            |              |                         |                        |
| OVA—4 | 14                 | «Курячий король (Частина 3)» (кит. 鸡中霸王（下）) | Хе Сяофен  | Хе Сяофен    | 22 серпня 2018          | 10 січня 2020          |
| Вирішивши провчити людей, Да Бао обертає зброю Короля Фазанів проти нього самого і звільняє курей із курників.                                             |                    |                                                    |            |              |                         |                        |

### Сезон 2 (2019)
| № серії (загалом) | № серії (в сезоні) | Назва серії                                                   | Режисер(и) | Сценарист(и) | Оригінальна дата показу | Дата релізу на Netflix |
| --- | ------------------ | ------------------------------------------------------------- | ---------- | ------------ | ----------------------- | ---------------------- |
| 11 | 1                  | «Суперножиці» (кит. 最强发型师)                               | Хе Сяофен  | Хе Сяофен    | 22 жовтня 2019          | 7 травня 2020          |
| Ге Дацюн Просить Сім допомогти йому побороти групу вбивць, які недавно приїхали на острів. Баночка воскудля волосся врятує всіх.                              |                    |                                                               |            |              |                         |                        |
| 12 | 2                  | «Тринадцять проти Семи» (кит. 十三VS六七)                     | Хе Сяофен  | Хе Сяофен    | 22 жовтня 2019          | 7 травня 2020          |
| Тринадцять прагне виконати свою обіцянку і знищити Сім, але спочатку вона повинна подолати найлютішого ворога вбивці — емоції.                                |                    |                                                               |            |              |                         |                        |
| 13 | 3                  | «На захист Лютого Гава» (кит. 保护汪疯)                       | Хе Сяофен  | Хе Сяофен    | 29 жовтня 2019          | 7 травня 2020          |
| Лютого Гава переграє новий убивця: пес, що грає на гітарі, чия Зачарована Мелодія Суму смертельно вражає.                                                     |                    |                                                               |            |              |                         |                        |
| 14 | 4                  | «Подорож до Стану» (кит. 斯特国一日游)                        | Хе Сяофен  | Хе Сяофен    | 5 листопада 2019        | 7 травня 2020          |
| Коли Сім пов'язав убивця-ящірка, Кола переконує Принц Стану відвезти її до Стану.                                                                             |                    |                                                               |            |              |                         |                        |
| 15 | 5                  | «Ми зустрілися знову, капітане Джеку» (кит. 杰克船长第二回合) | Хе Сяофен  | Хе Сяофен    | 12 листопада 2019       | 7 травня 2020          |
| Капітан Джек повертається, щоб звести рахунки із Сьома, який прикликає сили Клинка Тисячі Демонів.                                                            |                    |                                                               |            |              |                         |                        |
| 16 | 6                  | «Помста Короля Фазана» (кит. 山鸡王的复仇)                    | Хе Сяофен  | Хе Сяофен    | 3 грудня 2019           | 7 травня 2020          |
| Король Фазан, тепер уже Солдат Спецпризначення Стена, викрадає Сім і Сяо Фея і збирається вбити Да Бао, коли раптом повертається привид із минулого.          |                    |                                                               |            |              |                         |                        |
| 17 | 7                  | «Одинадцять Сливовий Цвіт» (кит. 梅花十一)                    | Хе Сяофен  | Хе Сяофен    | 10 грудня 2019          | 7 травня 2020          |
| Сім готується до побачення з Тринадцятьма. Коли він потрапляє у пастку, то знаходить спосіб вибратися через концентрацію енергії ці.                          |                    |                                                               |            |              |                         |                        |
| 18 | 8                  | «Два герої» (кит. 双雄)                                       | Хе Сяофен  | Хе Сяофен    | 17 грудня 2019          | 7 травня 2020          |
| Повернувшись в минуле, Сім проєднується до Кілерів Тіні, бореться з Червонозубим і відправляється на пошуки Клинка Тисячі Демонів.                            |                    |                                                               |            |              |                         |                        |
| 19 | 9                  | «Багряний Зуб» (кит. 赤牙)                                    | Хе Сяофен  | Хе Сяофен    | 24 грудня 2019          | 7 травня 2020          |
| Червонозубий прибуває на острів, щоб протистояти голові Цзянь, який за допомогою Сім активує Цвітіння Білого Лотосу.                                          |                    |                                                               |            |              |                         |                        |
| 20 | 10                 | «Доля» (кит. 宿命)                                            | Хе Сяофен  | Хе Сяофен    | 31 грудня 2019          | 7 травня 2020          |
| Сім возз'єднується зі своїм колишнім «я», але щоб перемогти Кривавого Демона, він повинен використовувати силу бойових мистецтв Сюань-У і навички цирульника. |                    |                                                               |            |              |                         |                        |

### Сезон 3 (2021)
| № серії (загалом) | № серії (в сезоні) | Назва серії                                                                | Режисер(и)                      | Сценарист(и)           | Оригінальна дата показу | Дата релізу на Netflix |
| --- | ------------------ | -------------------------------------------------------------------------- | ------------------------------- | ---------------------- | ----------------------- | ---------------------- |
| 21 | 1                  | «Прощання» (кит. 告別)                                                     | Хе Сяофен Чень Цзяцзє           | Хе Сяофен              | 27 січня 2021           | 10 січня 2021          |
| Після поширення чуток про перемогу над Кривавим Демоном Сім розуміє, що повинен покинути острів заради безпеки його жителів.                                             |                    |                                                                            |                                 |                        |                         |                        |
| 22 | 2                  | «Дай Бо та Сім» (кит. 阿鸡与阿七)                                          | Хе Сяофен                       | Хе Сяофен Jiang Huiqin | 27 січня 2021           | 27 січня 2021          |
| Дай Бо із Сяо Феєм вирушає на пошуки Семи і згадує, як той одного разу перегнув палицю, щоб допомогти йому знайти протиотруту.                                           |                    |                                                                            |                                 |                        |                         |                        |
| 23 | 3                  | «Перепрошую, це країна Сюань-У?» (кит. 请问，这里是玄武国吗？)             | Хе Сяофен Ши Бібан              | Хе Сяофен              | 3 лютого 2021           | 3 лютого 2021          |
| Сім робить зупинку в країні Далі, знаній своїми напрочуд красивими мешканцями. Лихий володар за допомогою темної дзеркальної магії перетворив їх на потвор.              |                    |                                                                            |                                 |                        |                         |                        |
| 24 | 4                  | «Ніжність жорстокої людини» (кит. 铁汉柔情)                                | Хе Сяофен Чень Цзяцзє Сюй Ніхуа | Хе Сяофен              | 10 лютого 2021          | 10 лютого 2021         |
| Одинадцять Сливовий Цвіт умовляє Ге Дацюна супроводити її в Сюань-У, але учасники Клану Летючих Птахів захоплюють її та вимагають повернути їхню книгу бойових мистецтв. |                    |                                                                            |                                 |                        |                         |                        |
| 25 | 5                  | «Країна Скель» (кит. 石更国)                                               | Хе Сяофен Чень Цзяцзє Сюй Ніхуа | Хе Сяофен              | 17 лютого 2021          | 17 лютого 2021         |
| Сім прибуває до рідного міста Ге Дацюна, де він повинен виграти п'ятиборство в м’язистого тренера Чена, щоб Сяо Фея не зжерли.                                           |                    |                                                                            |                                 |                        |                         |                        |
| 26 | 6                  | «Наддержава» (кит. 异能国)                                                 | Хе Сяофен Ши Бібан Чень Шихао   | Хе Сяофен              | 7 квітня 2021           | 7 квітня 2021          |
| У Країні мутантів Сім зустрічає хлопчика Піньґана, що вміє подумки переміщати предмети. Починається спекотна битва з Принцем Стерна.                                     |                    |                                                                            |                                 |                        |                         |                        |
| 27 | 7                  | «Проникнення до країни Сюань-У» (кит. 潜入玄武国)                          | Хе Сяофен Чень Цзяцзє Ян Цзецін | Хе Сяофен              | 14 квітня 2021          | 14 квітня 2021         |
| Коли життя Коли висить на волосині, Сім разом із Дай Бо і Сяо Феєм пробираються в Сюань-У, щоб знайти ліки для її порятунку.                                             |                    |                                                                            |                                 |                        |                         |                        |
| 28 | 8                  | «План майстра Зеленого Фенікса» (кит. 青凤的阴谋)                          | Хе Сяофен Чень Цзяцзє           | Хе Сяофен              | 21 квітня 2021          | 21 квітня 2021         |
| У Сюань-У Сім стикається з могутнім Сліпим ченцем і проходить трансформацію. Тринадцять намагається вибрати сторону.                                                     |                    |                                                                            |                                 |                        |                         |                        |
| 29 | 9                  | «Болючі спогади, які ти не хочеш відпускати» (кит. 再痛苦也不想忘掉的记忆) | Хе Сяофен Чень Цзяцзє           | Хе Сяофен              | 28 квітня 2021          | 28 квітня 2021         |
| Сім відбивається від убивць із Сюань-У, перебуваючи під впливом сили клинка, а спогади про життя на острові потроху розчиняються.                                        |                    |                                                                            |                                 |                        |                         |                        |
| 30 | 10                 | «Кого ти хочеш захистити?» (кит. 你是我想保护的人)                         | Хе Сяофен                       | Хе Сяофен              | 5 травня 2021           | 5 травня 2021          |
| Кілер Тіні Манджусака протистоїть Семи. У цьому випробуванні сил Тринадцять вступає в тісну сутичку із Чорним птахом.                                                    |                    |                                                                            |                                 |                        |                         |                        |

### Сезон 4 (2023)
| № серії (загалом) | № серії (в сезоні) | Назва серії                                          | Режисер(и)                         | Сценарист(и) | Оригінальна дата показу | Дата релізу на Netflix |
| --- | ------------------ | ---------------------------------------------------- | ---------------------------------- | ------------ | ----------------------- | ---------------------- |
| 31 | 1                  | ««Безсмертний» Чорний Птах» (кит. 不死黑鸟)          | Хе Сяофен                          | Хе Сяофен    | 18 січня 2023           | 21 вересня 2023        |
| Щоб урятувати Тринадцять, Сім протистоїть Чорному Птаху. Запекла сутичка розкриває таємне минуле Клану Летючих Птахів.                       |                    |                                                      |                                    |              |                         |                        |
| 32 | 2                  | «Убивство лідера» (кит. 刺杀首领)                    | Хе Сяофен Чень Цзяцзє              | Хе Сяофен    | 18 січня 2023           | 21 вересня 2023        |
| Зелений Фенікс прибуває в штаб кілерів Тіні, де йому випадає нагода втілити план довгоочікуваної помсти.                                     |                    |                                                      |                                    |              |                         |                        |
| 33 | 3                  | «Врятувати Сьомого» (кит. 营救阿七)                  | Хе Сяофен Хоу Цзюньцзє             | Хе Сяофен    | 25 січня 2023           | 21 вересня 2023        |
| Дай Бо долає низку перешкод, щоб знайти Сім, на якого полюють декілька могутніх кілерів Тіні.                                                |                    |                                                      |                                    |              |                         |                        |
| 34 | 4                  | «Ніч у магазині» (кит. 便利店一夜)                   | Хе Сяофен Ґун Яньшань              | Ґун Яньшань  | 1 лютого 2023           | 21 вересня 2023        |
| У магазині на Курячому острові Звичайний Кіллер натрапляє на озброєного грабіжника. Але все йде не за планом.                                |                    |                                                      |                                    |              |                         |                        |
| 35 | 5                  | «Криза на острові 2» (кит. 小岛危机2)                | Хе Сяофен                          | Хе Сяофен    | 8 лютого 2023           | 21 вересня 2023        |
| Курячий острів знову опиняється під загрозою, коли туди прибуває Білий Лис. Сім приходить до тями й отримує телефонний дзвінок із погрозами. |                    |                                                      |                                    |              |                         |                        |
| 36 | 6                  | «Минуле Гуйліан» (кит. 惠莲往事)                     | Хе Сяофен Сюй Ніхуа                | Хе Сяофен    | 15 лютого 2023          | 21 вересня 2023        |
| Щоб урятувати кохану людину, голова Цзян вирушає до Клану Лотоса, де вона колись зустріла Цуаня.                                             |                    |                                                      |                                    |              |                         |                        |
| 37 | 7                  | «Минуле Багряного Зуба» (кит. 赤牙往事)              | Хе Сяофен Чень Цзяцзє              | Хе Сяофен    | 22 лютого 2023          | 21 вересня 2023        |
| Через роки після трагедії, яка трапилася з Кланом Лотоса, голова Цзян змушена протистояти одержимому демоном колишньому коханцю.             |                    |                                                      |                                    |              |                         |                        |
| 38 | 8                  | «Рішення» (кит. 抉择)                                | Хе Сяофен                          | Хе Сяофен    | 1 березня 2023          | 21 вересня 2023        |
| Коти й собаки Курячого острова готуються до нападу на Білого Лиса, а тіло Сім бореться проти трьох різних отрут.                             |                    |                                                      |                                    |              |                         |                        |
| 39 | 9                  | «Протистояння на Курячому острові» (кит. 决战小鸡岛) | Хе Сяофен Чень Цзяцзє Ши Бібан     | Хе Сяофен    | 8 березня 2023          | 21 вересня 2023        |
| Прибувши на острів, Принц Стену й Кола намагаються здолати могутнього Білого Лиса. Неочікувані союзники вже поспішають на допомогу.          |                    |                                                      |                                    |              |                         |                        |
| 40 | 10                 | «Помста Зеленого Фенікса» (кит. 青凤的复仇)          | Хе Сяофен Чень Цзяцзє Цзян Хуейцін | Хе Сяофен    | 15 березня 2023         | 21 вересня 2023        |
| Зелений Фенікс протистоїть власним страхам у битві проти грізного ворога. Тринадцять у полоні, тож йому доведеться зробити важкий вибір.     |                    |                                                      |                                    |              |                         |                        |

## Продовження

### Манхуа-приквел
Серія приквел-манхуа Scissor Seven: Black and White Twin Dragons публікується на Tencent Dongman з 2021 року, вийшло два томи, написані Хей Бай Шуан Луном і видані AHA Entertainment. Вони зосереджуються на пригодах двох найкращих друзів, Бай Ці й Мо Лан.

### Фільм-сиквел
Фільм-продовження четвертого сезону серіалу було оголошено в кінці останнього епізоду сезону.